# Station Godków
Station Godków is een spoorwegstation in de Poolse plaats Godków (Jädickendorf) aan de lijn van Wrocław naar Szczecin. In het verleden waren er ook verbindingen naar Stargard en Wriezen - Berlijn.